# Liste der Mitglieder des US-Repräsentantenhauses aus New Mexico
Diese Liste führt alle Politiker auf, die seit 1851 für New Mexico dem Repräsentantenhaus der Vereinigten Staaten angehört haben.

## New-Mexico-Territorium (1851–1912)
Das New-Mexico-Territorium entsandte in der Zeit von 1851 bis 1912 18 Kongressabgeordnete:
| Name                         | Amtszeit  | Partei       | Lebensdaten                          |
| ---------------------------- | --------- | ------------ | ------------------------------------ |
| Richard Hanson Weightman     | 1851–1853 | Demokrat     | 28. Dezember 1816 – 10. August 1861  |
| José Manuel Gallegos         | 1853–1857 | Demokrat     | 30. Oktober 1815 – 21. April 1875    |
| Miguel Antonio Otero         | 1857–1861 | Demokrat     | 21. Juni 1829 – 30. Mai 1882         |
| John Sebrie Watts            | 1861–1863 | Republikaner | 19. Januar 1816 – 11. Juni 1876      |
| Francisco Perea              | 1863–1865 | Republikaner | 9. Januar 1830 – 21. Mai 1913        |
| José Francisco Chaves        | 1865–1867 | Republikaner | 27. Juni 1833 – 26. November 1904    |
| Charles P. Clever            | 1867–1869 | Demokrat     | 23. Februar 1830 – 8. Juli 1874      |
| José Francisco Chaves        | 1869–1871 | Republikaner | 27. Juni 1833 – 26. November 1904    |
| José Manuel Gallegos         | 1871–1873 | Demokrat     | 30. Oktober 1815 – 21. April 1875    |
| Stephen Benton Elkins        | 1873–1877 | Republikaner | 26. September 1841 – 4. Januar 1911  |
| Trinidad Romero              | 1877–1879 | Republikaner | 15. Juni 1835 – 28. August 1918      |
| Mariano Sabino Otero         | 1879–1881 | Republikaner | 29. August 1844 – 1. Februar 1904    |
| Tranquilino Luna             | 1881–1884 | Republikaner | 25. Februar 1849 – 20. November 1892 |
| Francisco Antonio Manzanares | 1884–1885 | Demokrat     | 25. Januar 1843 – 17. September 1904 |
| Antonio Joseph               | 1885–1895 | Demokrat     | 25. August 1846 – 19. April 1910     |
| Thomas Benton Catron         | 1895–1897 | Republikaner | 6. Oktober 1840 – 15. Mai 1921       |
| Harvey Butler Fergusson      | 1897–1899 | Demokrat     | 9. September 1848 – 10. Juni 1915    |
| Pedro Perea                  | 1899–1901 | Republikaner | 22. April 1852 – 11. Januar 1906     |
| Bernard Shandon Rodey        | 1901–1905 | Republikaner | 1. März 1856 – 10. März 1927         |
| William Henry Andrews        | 1905–1912 | Republikaner | 14. Januar 1846 – 16. Januar 1919    |

## Bundesstaat New Mexico (seit 1912)

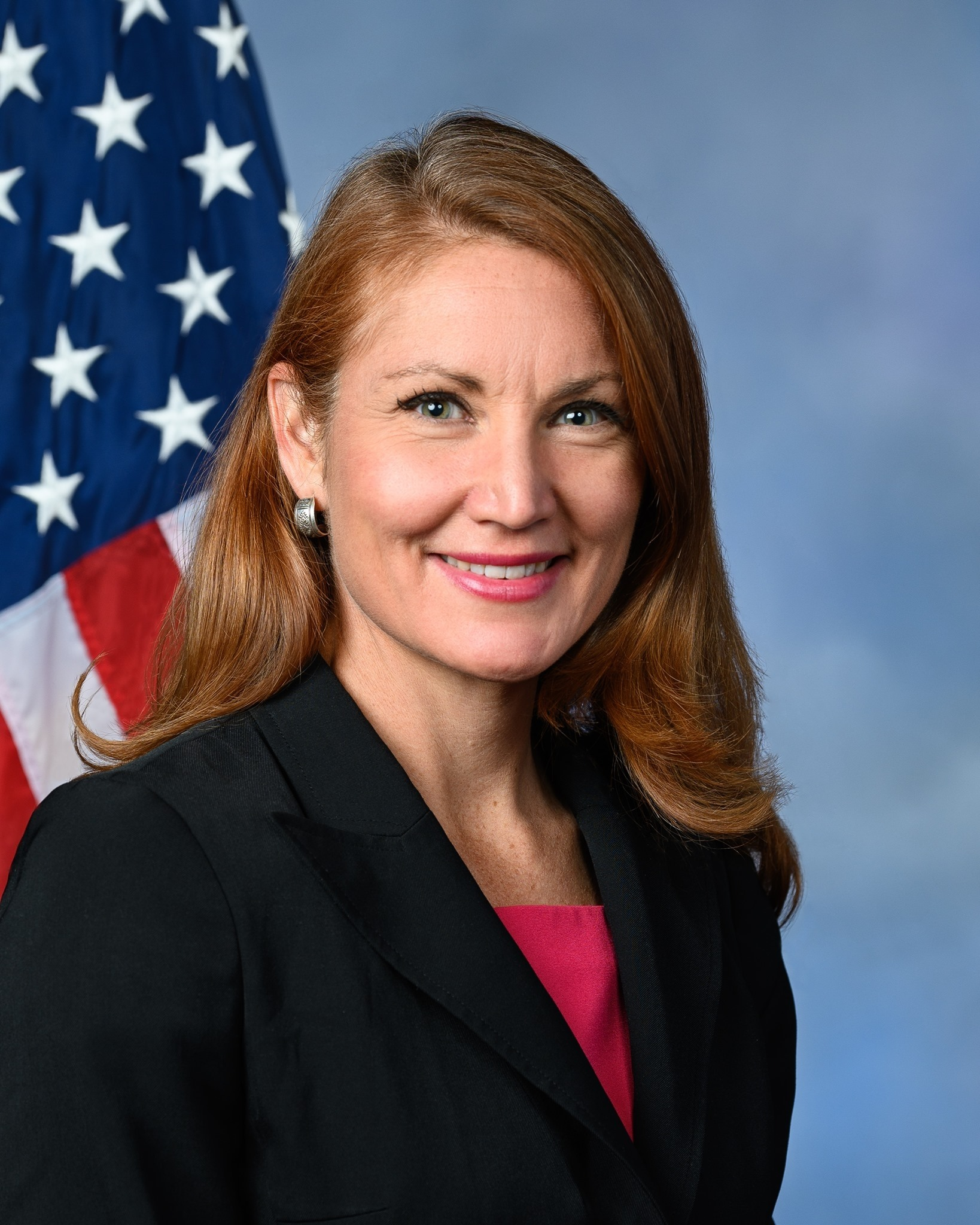
Melanie Stansbury, derzeitige Vertreterin des ersten Kongresswahlbezirks von New Mexico

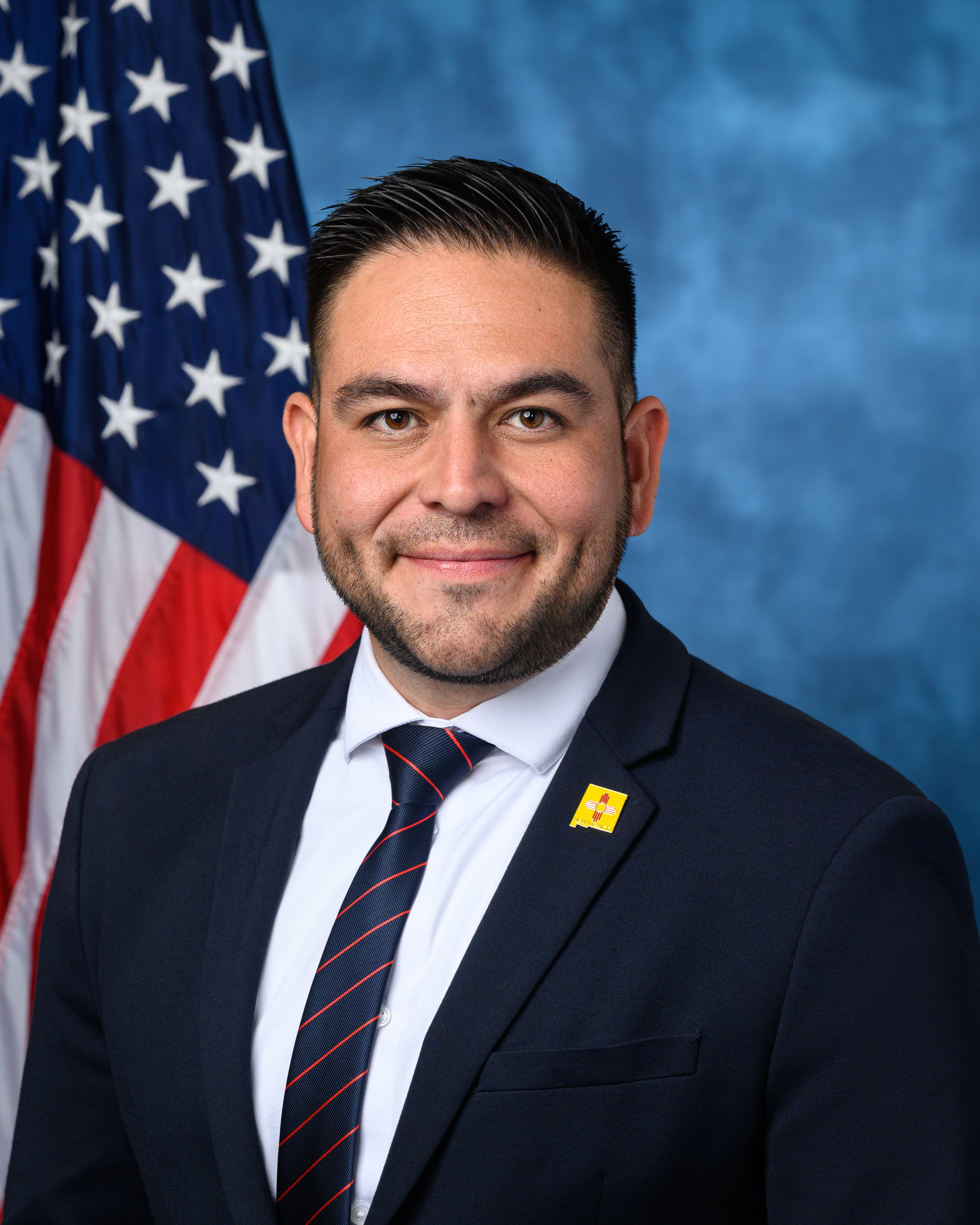
Gabe Vasquez, derzeitiger Vertreter des zweiten Kongresswahlbezirks von New Mexico

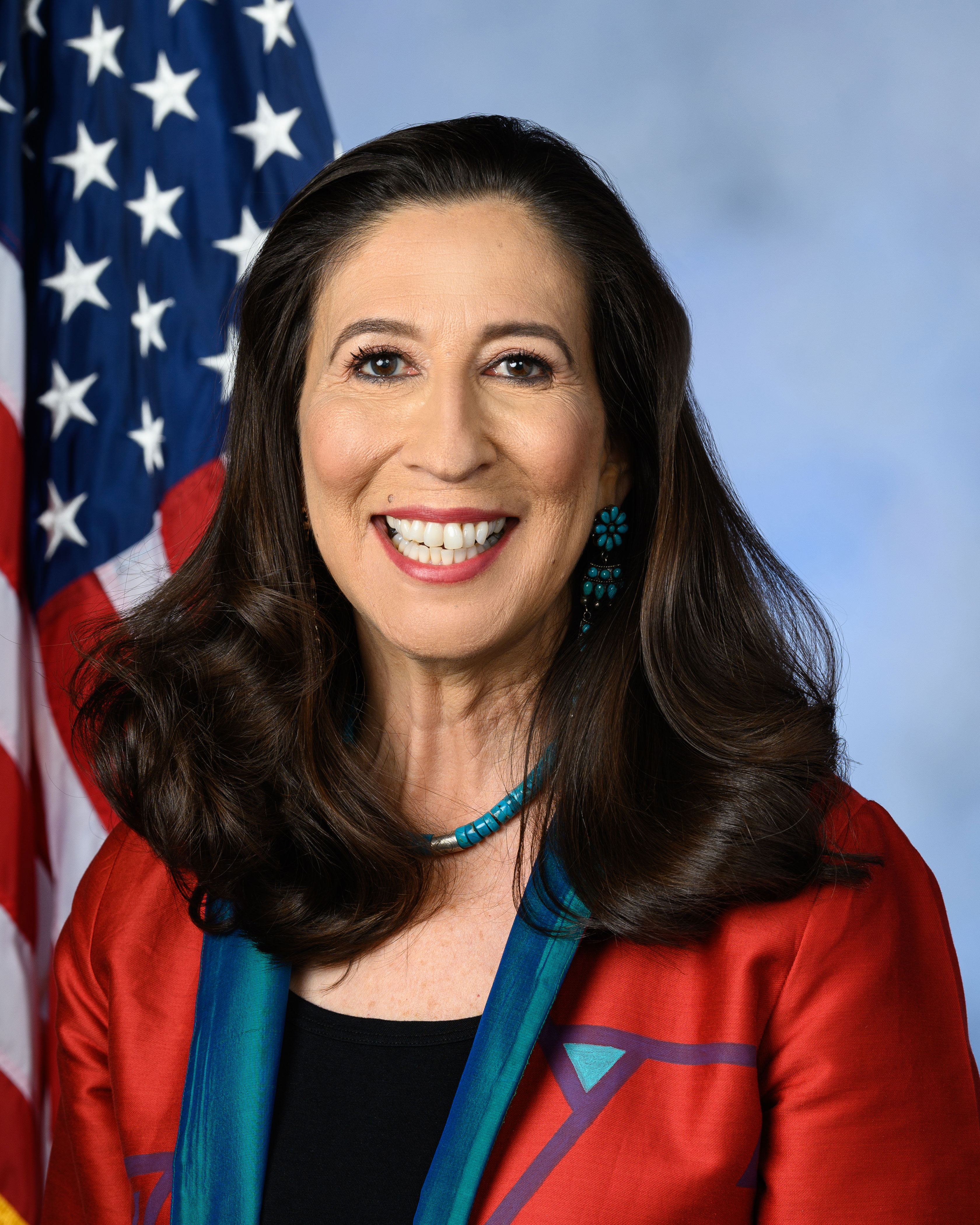
Teresa Leger Fernandez, derzeitige Vertreterin des dritten Kongresswahlbezirks von New Mexico

### 1. Distrikt
Der 1. Distrikt entsandte bislang folgende Kongressabgeordnete:
| Name                       | Amtszeit  | Partei       | Lebensdaten                          |
| -------------------------- | --------- | ------------ | ------------------------------------ |
| Harvey Butler Fergusson    | 1912–1915 | Demokrat     | 9. September 1848 – 10. Juni 1915    |
| Benigno Cárdenas Hernández | 1915–1917 | Republikaner | 14. Februar 1862 – 18. Oktober 1954  |
| William Bell Walton        | 1917–1919 | Demokrat     | 23. Januar 1871 – 14. April 1939     |
| Benigno Cárdenas Hernández | 1919–1921 | Republikaner | 14. Februar 1862 – 18. Oktober 1954  |
| Néstor Montoya             | 1921–1923 | Republikaner | 14. April 1862 – 13. Januar 1923     |
| vakant                     |           |              |                                      |
| John Morrow                | 1923–1929 | Demokrat     | 19. April 1865 – 25. Februar 1935    |
| Albert Gallatin Simms      | 1929–1931 | Republikaner | 8. Oktober 1882 – 29. Dezember 1964  |
| Dennis Chavez              | 1931–1935 | Demokrat     | 8. April 1888 – 18. November 1962    |
| John Joseph Dempsey        | 1935–1941 | Demokrat     | 22. Juni 1879 – 11. März 1958        |
| Clinton Presba Anderson    | 1941–1947 | Demokrat     | 23. Oktober 1895 – 11. November 1975 |
| Georgia Lee Witt Lusk      | 1947–1949 | Demokrat     | 12. Mai 1893 – 5. Januar 1971        |
| John Esten Miles           | 1949–1951 | Demokrat     | 28. Juli 1884 – 7. Oktober 1971      |
| John Joseph Dempsey        | 1951–1958 | Demokrat     | 22. Juni 1879 – 11. März 1958        |
| vakant                     |           |              |                                      |
| Thomas Gayle Morris        | 1959–1969 | Demokrat     | 20. August 1919 – 4. März 2016       |
| Manuel Lujan               | 1969–1989 | Republikaner | 12. Mai 1928 – 25. April 2019        |
| Steven Harvey Schiff       | 1989–1998 | Republikaner | 18. März 1947 – 25. März 1998        |
| Heather A. Wilson          | 1998–2009 | Republikaner | * 30. Dezember 1960                  |
| Martin T. Heinrich         | 2009–2013 | Demokrat     | * 17. Oktober 1971                   |
| Michelle Lujan Grisham     | 2013–2019 | Demokrat     | * 24. Oktober 1959                   |
| Debra Anne Haaland         | 2019–2021 | Demokrat     | * 2. Dezember 1960                   |
| Melanie Ann Stansbury      | seit 2021 | Demokrat     | * 31. Januar 1979                    |

### 2. Distrikt
Der 2. Distrikt existierte zunächst sehr kurz (1911–1913), wurde dann aufgelöst und nach dem Zensus von 1940 neu gegründet. Insgesamt vertraten ihn bis dato folgende Kongressabgeordnete.
| Name                       | Amtszeit  | Partei       | Lebensdaten                        |
| -------------------------- | --------- | ------------ | ---------------------------------- |
| George Curry               | 1911–1913 | Republikaner | 3. April 1861 – 24. November 1947  |
| aufgelöst                  |           |              |                                    |
| Antonio Manuel Fernández   | 1943–1956 | Demokrat     | 17. Januar 1902 – 7. November 1956 |
| vakant                     |           |              |                                    |
| Joseph Manuel Montoya      | 1957–1965 | Demokrat     | 24. September 1915 – 8. Juni 1978  |
| E. S. Johnny Walker        | 1965–1969 | Demokrat     | 18. Juni 1911 – 8. Oktober 2000    |
| Edgar Franklin Foreman     | 1969–1971 | Republikaner | * 22. Dezember 1933                |
| Harold Lowell Runnels      | 1971–1980 | Demokrat     | 17. März 1924 – 5. August 1980     |
| Joseph Richard Skeen       | 1980–2003 | Republikaner | 30. Juni 1927 – 7. Dezember 2003   |
| Stevan Edward Pearce       | 2003–2009 | Republikaner | * 24. August 1947                  |
| Troy Harry Teague          | 2009–2011 | Demokrat     | * 29. Juni 1949                    |
| Stevan Edward Pearce       | 2011–2019 | Republikaner | * 24. August 1947                  |
| Xochitl Liana Torres Small | 2019–2021 | Demokrat     | * 15. November 1984                |
| Stella Yvette Herrell      | 2021–2023 | Republikaner | * 16. März 1964                    |
| Gabriel Vasquez            | seit 2023 | Demokrat     | * 3. August 1984                   |

### 3. Distrikt
Der 3. Distrikt wurde nach dem Zensus von 1980 gegründet und entsandte ab 1983 bislang folgende Kongressabgeordnete.
| Name                          | Amtszeit  | Partei       | Lebensdaten                           |
| ----------------------------- | --------- | ------------ | ------------------------------------- |
| William Blaine Richardson     | 1983–1997 | Demokrat     | 15. November 1947 – 1. September 2023 |
| William Thomas Redmond        | 1997–1999 | Republikaner | * 28. Januar 1955                     |
| Thomas Stewart Udall          | 1999–2009 | Demokrat     | * 18. Mai 1948                        |
| Ben Ray Luján                 | 2009–2021 | Demokrat     | * 7. Juni 1972                        |
| Teresa Isabel Leger Fernandez | seit 2021 | Demokrat     | * 1. Juli 1959                        |